# Cranaus filipes
Cranaus filipes is een hooiwagen uit de familie Cranaidae.